# Glenn de Blois
Glenn de Blois (* 5. September 1995 in Delft) ist ein niederländischer Snowboarder. Er startet im Snowboardcross.

## Werdegang
De Blois startete im Dezember 2010 in Cortina d’Ampezzo erstmals im Europacup und belegte dabei die Plätze 89 und 85. Bei den Juniorenweltmeisterschaften 2014 in Chiesa in Valmalenco kam er auf den 38. Platz und bei den Juniorenweltmeisterschaften 2015 in Yabuli auf den 28. Rang. Sein Debüt im Snowboard-Weltcup hatte er im Januar 2016 am Feldberg und errang dabei den 19. Platz. Im März 2016 erreichte er in Veysonnaz mit dem sechsten Platz seine erste Top-Zehn-Platzierung im Weltcup. In der Saison 2016/17 kam er im Europacup jeweils einmal auf den dritten, zweiten und ersten Platz und belegte damit den dritten Platz in der Snowboardcross-Wertung. Beim Saisonhöhepunkt, den Weltmeisterschaften 2017 in Sierra Nevada, fuhr er auf den 38. Platz im Einzel und auf den achten Rang im Team. In der Saison 2020/21 holte er in Chiesa in Valmalenco seinen ersten Weltcupsieg und zum Saisonende den vierten Platz in der Gesamtwertung. Bei den Snowboard-Weltmeisterschaften 2021 wurde er Zehnter. In der folgenden Saison wurde er mit fünf Top-Zehn-Platzierungen, Achter im Snowboardcross-Weltcup. Bei den Olympischen Winterspielen 2022 in Peking errang er den 28. Platz.
De Blois nahm bisher an 75 Weltcups teil und belegte dabei 19-mal eine Top-Zehn-Platzierung. (Stand: Saisonende 2024/25)

## Teilnahmen an Weltmeisterschaften und Olympischen Winterspielen

### Olympische Winterspiele
- 2022 Peking: 28. Platz Snowboardcross

### Snowboard-Weltmeisterschaften
- 2017 Sierra Nevada: 8. Platz Snowboardcross Team, 37. Platz Snowboardcross
- 2019 Park City: 33. Platz Snowboardcross
- 2021 Idre: 10. Platz Snowboardcross
- 2023 Bakuriani: 13. Platz Snowboardcross, 13. Platz Snowboardcross Team
- 2025 Engadin: 23. Platz Snowboardcross

## Weltcupsiege und Weltcup-Gesamtplatzierungen

### Weltcupsiege
| Nr. | Datum           | Ort                  |
| --- | --------------- | -------------------- |
| 1.  | 23. Januar 2021 | Chiesa in Valmalenco |

### Weltcup-Gesamtplatzierungen
| Saison  | Punkte | Platz |
| ------- | ------ | ----- |
| 2015/16 | 539,4  | 34.   |
| 2016/17 | 100,1  | 61.   |
| 2017/18 | 1630,5 | 21.   |
| 2018/19 | 680    | 26.   |
| 2019/20 | 618,8  | 24.   |
| 2020/21 | 247    | 4.    |
| 2021/22 | 209    | 8.    |
| 2022/23 | 166    | 12.   |
| 2023/24 | 152    | 23.   |
| 2024/25 | 99     | 27.   |